# Сеньківський провулок
Сенькі́вський прову́лок — провулок у Шевченківському районі міста Києва, місцевість Нивки. Пролягає від вулиці Марка Безручка до вулиці Всеволода Петріва.

## Історія
Провулок виник у 50-ті роки XX століття під назвою Нова вулиця. 1955 року отримав назву провулок Бабушкіна, на честь російського революціонера Івана Бабушкіна.
Сучасна назва — з 2022 року.

## Установи та заклади
До провулку відноситься лише один будівля — № 3, в якому розташовується Український науково-дослідний інститут спирту та біотехнології продовольчих продуктів.